# 小池裕太
小池 裕太（こいけ ゆうた、1996年11月6日 - ）は、栃木県宇都宮市出身のプロサッカー選手。Jリーグ・ヴィッセル神戸所属。ポジションはディフェンダー（左サイドバック）。

## 来歴

### プロ入り前
アルビレックス新潟のアカデミー出身。2013年8月、トップチームに2種登録された。流通経済大学2年次の2016年4月、特別指定選手に承認され鹿島アントラーズに選手登録。同年5月18日のヤマザキナビスコカップ・グループステージ第5節湘南ベルマーレ戦で公式戦に初出場したが、チームは敗れGL敗退した。同年7月、特別指定選手期間が満了した。
大学3年の2017年にはユニバーシアード日本代表に選出され、台北で行われた2017年夏季ユニバーシアードに出場。全6試合中4試合に先発出場し、準々決勝・イタリア戦では前半3分に先制点となるゴールを挙げた。決勝・フランス戦にもフル出場し、金メダルを獲得した。同年に行われた全日本大学サッカー選手権大会では、全試合フルタイムで出場し、優勝に貢献した。

### シント＝トロイデン
大学4年の2018年夏にはポルトガル1部・ポルティモネンセSCでの練習に招待され練習試合でゴールを決めるなど国内外のクラブによる争奪戦となったが、最終的に8月21日にベルギー1部のシント＝トロイデンVVへ加入決定。サッカー部を退部し大学を休学して渡欧したが、環境面での苦労もあり、リーグ戦を含めた公式戦への出場機会が得られないまま半年が経過した。

### 鹿島アントラーズ
2019年3月26日、特別指定選手として所属していた鹿島アントラーズへ期限付き移籍。6月14日の第15節・セレッソ大阪戦でリーグ戦デビューを果たす。ポルティモネンセへ移籍した安西幸輝の穴を埋めるような活躍を見せ、7月6日の第18節・ジュビロ磐田戦では前半40分に左タッチライン際を駆け上がってクロスを放つとそれがそのまま磐田GKカミンスキーの頭上を越えて急降下してゴールに突き刺さり、これがプロ初ゴールとなった。このゴールは海外の複数のメディアでも大きく取り上げられた。 その後もレギュラーを務めたがシーズン途中で町田浩樹にポジションを奪われ、シーズン終了後に期限付き移籍期間満了により鹿島を退団した。

### セレッソ大阪
2020年、セレッソ大阪へ完全移籍で加入。

### 横浜F・マリノス
2022年、横浜F・マリノスへ完全移籍で加入。

### ヴィッセル神戸
2025年、ヴィッセル神戸へ完全移籍で加入

## 所属クラブ
- 2003年 - 2008年 FCスピリット (宇都宮市立西小学校)[23]
- 2009年 - 2011年 宇都宮チェルトFC U-15 / FCアネーロ宇都宮U-15[23]
- 2012年 - 2014年 アルビレックス新潟ユース (開志学園高等学校)
  - 2013年8月 - 同年12月 アルビレックス新潟 (2種登録選手)
- 2015年 - 2018年 流通経済大学
  - 2015年4月 流通経済大学ドラゴンズ龍ケ崎[23]
  - 2016年4月 - 同年7月 鹿島アントラーズ (特別指定選手)
- 2018年8月 - 2019年  シント＝トロイデンVV
  - 2019年3月 - 同年12月  鹿島アントラーズ (期限付き移籍)
- 2020年 - 2021年  セレッソ大阪
- 2022年 - 2024年  横浜F・マリノス
- 2025年 -  ヴィッセル神戸

## 個人成績
| 国内大会個人成績 | 国内大会個人成績   | 国内大会個人成績 | 国内大会個人成績 | 国内大会個人成績 | 国内大会個人成績 | 国内大会個人成績 | 国内大会個人成績 | 国内大会個人成績 | 国内大会個人成績 | 国内大会個人成績 | 国内大会個人成績 |
| 年度             | クラブ             | 背番号           | リーグ           | リーグ戦         | リーグ戦         | リーグ杯         | リーグ杯         | オープン杯       | オープン杯       | 期間通算         | 期間通算         |
| 年度             | クラブ             | 背番号           | リーグ           | 出場             | 得点             | 出場             | 得点             | 出場             | 得点             | 出場             | 得点             |
| 日本             | 日本               | 日本             | 日本             | リーグ戦         | リーグ戦         | リーグ杯         | リーグ杯         | 天皇杯           | 天皇杯           | 期間通算         | 期間通算         |
| ---------------- | ------------------ | ---------------- | ---------------- | ---------------- | ---------------- | ---------------- | ---------------- | ---------------- | ---------------- | ---------------- | ---------------- |
| 2015             | 流経大D            | 44               | JFL              | 1                | 1                | -                | -                | -                | -                | 1                | 1                |
| 2015             | 流経大             | 26               | -                | -                | -                | -                | -                | 2                | 0                | 2                | 0                |
| 2016             | 鹿島               | 38               | J1               | 0                | 0                | 1                | 0                | -                | -                | 1                | 0                |
| 2018             | 流経大             | 2                | -                | -                | -                | -                | -                | 2                | 0                | 2                | 0                |
| ベルギー         | ベルギー           | ベルギー         | ベルギー         | リーグ戦         | リーグ戦         | リーグ杯         | リーグ杯         | ベルギー杯       | ベルギー杯       | 期間通算         | 期間通算         |
| 2018-19          | シント・トロイデン | 25               | ジュピラー       | 0                | 0                | -                | -                | 0                | 0                | 0                | 0                |
| 日本             | 日本               | 日本             | 日本             | リーグ戦         | リーグ戦         | リーグ杯         | リーグ杯         | 天皇杯           | 天皇杯           | 期間通算         | 期間通算         |
| 2019             | 鹿島               | 26               | J1               | 14               | 1                | 4                | 0                | 3                | 0                | 21               | 1                |
| 2020             | C大阪              | 4                | J1               | 4                | 0                | 1                | 0                | -                | -                | 5                | 0                |
| 2021             | C大阪              | 26               | J1               | 5                | 0                | 1                | 0                | 1                | 0                | 7                | 0                |
| 2022             | 横浜FM             | 26               | J1               | 8                | 1                | 2                | 0                | 2                | 1                | 12               | 2                |
| 2023             | 横浜FM             | 26               | J1               | 3                | 0                | 3                | 0                | 2                | 0                | 8                | 0                |
| 2024             | 横浜FM             | 26               | J1               | 1                | 0                | 2                | 0                | 3                | 0                | 6                | 0                |
| 2025             | 神戸               | 20               | J1               |                  |                  |                  |                  |                  |                  |                  |                  |
| 通算             | 日本               | 日本             | J1               | 35               | 2                | 14               | 0                | 11               | 1                | 60               | 3                |
| 通算             | 日本               | 日本             | JFL              | 1                | 1                | -                | -                | -                | -                | 1                | 1                |
| 通算             | 日本               | 日本             | 他               | -                | -                | -                | -                | 4                | 0                | 4                | 0                |
| 通算             | ベルギー           | ベルギー         | ジュピラー       | 0                | 0                | -                | -                | 0                | 0                | 0                | 0                |
| 総通算           | 総通算             | 総通算           | 総通算           | 36               | 3                | 14               | 0                | 15               | 1                | 65               | 4                |

- 2013年、2種登録選手としての公式戦出場は無し
- 2016年は特別指定選手

| 国際大会個人成績 | 国際大会個人成績 | 国際大会個人成績 | 国際大会個人成績 | 国際大会個人成績 |
| 年度             | クラブ           | 背番号           | 出場             | 得点             |
| AFC              | AFC              | AFC              | ACL              | ACL              |
| ---------------- | ---------------- | ---------------- | ---------------- | ---------------- |
| 2019             | 鹿島             | 26               | 0                | 0                |
| 2022             | 横浜FM           | 26               | 2                | 0                |
| 2023-24          | 横浜FM           | 26               | 0                | 0                |
| 2024-25          | 横浜FM           | 26               | 0                | 0                |
| 2024-25          | 神戸             | 20               | 1                | 0                |
| 通算             | AFC              | AFC              | 3                | 0                |

出場歴
- 公式戦初出場 - 2016年5月18日 ヤマザキナビスコカップ・GS第5節 対湘南ベルマーレ戦（県立カシマサッカースタジアム）
- Jリーグ初出場 - 2019年6月14日 J1第15節 対セレッソ大阪戦 (カシマサッカースタジアム)
- Jリーグ初得点 - 2019年7月6日 J1第18節 対ジュビロ磐田戦 (カシマサッカースタジアム)

## タイトル

### クラブ
流通経済大学
- 全日本大学サッカー選手権大会：1回 (2017年)
- 茨城県サッカー選手権大会（兼天皇杯茨城県予選)：1回 (2015年)

横浜F・マリノス
- J1リーグ：1回 (2022年)
- FUJIFILM SUPER CUP：1回 (2023年)

### 代表
ユニバーシアード日本代表
- ユニバーシアード：1回 (2017年)

### 個人
- Jリーグ・月間ベストゴール賞：1回 (2019年7月)

## 代表歴
- ユニバーシアード日本代表
  - 2017年夏季ユニバーシアード（2017年）